# Gennaro Pascarella

Bischofswappen von Gennaro Pascarella

Gennaro Pascarella (* 28. März 1948 in Cervino, Provinz Caserta) ist ein italienischer Geistlicher und emeritierter römisch-katholischer Bischof von Pozzuoli und Ischia.

## Leben
Gennaro Pascarella empfing 14. September 1974 die Priesterweihe für das Bistum Acerra. Im Bistum Acerra wurde er 1979 bischöflicher Delegat für Bildung und 1983 Kanzler der Kurie.
Papst Johannes Paul II. ernannte ihn am 14. November 1998 zum Bischof von Ariano Irpino-Lacedonia. Der Bischof von Acerra, Antonio Riboldi IC, spendete ihm am 9. Januar des nächsten Jahres die Bischofsweihe; Mitkonsekratoren waren Serafino Sprovieri, Erzbischof von Benevent, und Eduardo Davino, Bischof von Palestrina.
Am 10. Januar 2004 ernannte ihn der Papst zum Koadjutorbischof von Pozzuoli. Mit der Emeritierung Silvio Padoins folgte er diesem am 2. September 2005 im Amt des Bischofs von Pozzuoli nach.
Am 22. Mai 2021 ernannte ihn Papst Franziskus zum Bischof von Ischia unter gleichzeitiger Vereinigung der Bistümer Pozzuoli und Ischia in persona episcopi. Die Amtseinführung im Bistum Ischia fand am 19. Juni desselben Jahres statt.
Am 20. Juni 2023 nahm Papst Franziskus seinen altersbedingten Rücktritt an.